# Арменцано
Арменцано (итал. Armenzano) је насеље у Италији у округу Перуђа, региону Умбрија.
Према процени из 2011. у насељу је живело 40 становника. Насеље се налази на надморској висини од 732 м.